# 高田露

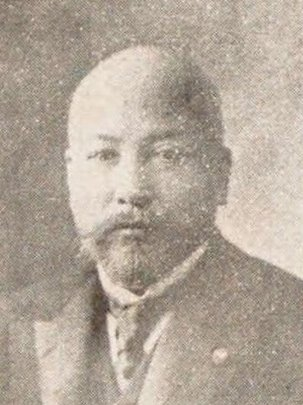
高田露

高田 露（たかだ あきら、嘉永7年8月13日（1854年10月4日） – 大正4年（1915年）2月19日）は、衆議院議員（立憲政友会）。

## 経歴
肥後国託麻郡春日村（現在の熊本県熊本市西区）出身。熊本藩士の家に生まれ、藩校時習館で竹添進一郎に学んだ。その後、大阪に出て開成所や兵学寮で学んだ。1874年（明治7年）に台湾出兵に従軍した。帰国後は民権党を結成し、評論新聞記者・近事評論記者として自由民権を主張した。1877年（明治10年）に西南戦争が勃発すると、宮崎八郎らとともに協同隊を組織して西郷軍に加わった。西郷軍の敗北とともに捕えられたが、やがて出獄を許された。
その後、球磨郡に開墾社を設立し、開墾事業に従事した。
1902年（明治35年）、第7回衆議院議員総選挙に出馬し当選。当選回数は合計で4回を数えた。